# Exotic Creatures of the Deep
Exotic Creatures of the Deep (с англ. — «Экзотические существа из глубин») — двадцать первый студийный альбом калифорнийской группы «Sparks», выпущен в 2008 году.

## Об альбоме
Exotic Creatures of the Deep превзошёл успех предыдущей пластинки «Sparks» — «Hello Young Lovers», — достигнув 54 места в UK Album Chart. В большинстве стран альбом вышел ограниченным тиражом. В японское издание был включён бонус-трек «Brenda Is Always In The Way», а также DVD с пятью короткометражными фильмами.
Две песни были выпущены в виде синглов: за неделю до релиза альбома на iTunes (впервые для «Sparks») появилась песня «Good Morning», а в марте 2009 года вышел сингл «Lighten Up Morrisey»/«Brenda Is Always In The Way».
Для рекламы альбома в Великобритании «Sparks» провели серию концертов под общим названием «Sparks Spectacular» в лондонском зале Carling Academy Islington. С 16 мая по 11 июня 2008 года группа каждый день выступала на этой площадке, исполняя полностью каждый из двадцати предыдущих студийных альбомов в хронологическом порядке (плюс одну из не вошедших в альбомы песен в каждом концерте). В последний день программы — 13 июня — в зале «Shepherds Bush Empire» был представлен «Exotic Creatures of the Deep».

## Список композиций
Все песни написаны Роном и Расселом Мэйлами.
| №   | Название                                                            | Длительность |
| --- | ------------------------------------------------------------------- | ------------ |
| 1.  | «Intro»                                                             | 1:02         |
| 2.  | «Good Morning»                                                      | 3:53         |
| 3.  | «Strange Animal»                                                    | 5:45         |
| 4.  | «I Can't Believe That You Would Fall for All the Crap in This Song» | 3:54         |
| 5.  | «Let the Monkey Drive»                                              | 4:09         |
| 6.  | «Intro Reprise»                                                     | 0:24         |
| 7.  | «I've Never Been High»                                              | 4:31         |
| 8.  | «(She Got Me) Pregnant»                                             | 4:13         |
| 9.  | «Lighten Up, Morrissey»                                             | 4:14         |
| 10. | «This is the Renaissance»                                           | 3:45         |
| 11. | «The Director Never Yelled 'Cut'»                                   | 3:54         |
| 12. | «Photoshop»                                                         | 4:01         |
| 13. | «Likeable»                                                          | 6:13         |
| 14. | «Brenda Is Always In The Way» (Бонус-трек в японском издании)       | 4:03         |

## В записи принимали участие
- Рассел Мэйл — вокал, монтаж
- Рон Мэйл — клавишные, программирование, оркестровка, монтаж
- Тэмми Гловер — ударные
- Дин Мента — гитара
- Джон Томас — монтаж